# Сладун
Сладун е село в Южна България. То се намира в община Свиленград, област Хасково.

## География
Селото е опасано с множество гори, което позволява на множество животински и растителни видове да населяват близките местности. Срещат се повечето животни характерни за района като преобладават видовете: чакал, лисица, заек, а също така множество видове гущери, змии, костенурки и др.
Почвите в близост до селото са много плодородни и се отглеждат продукти като: орехи, дини, пъпеши, царевица, смокини, тикви, слънчоглед, нар, сливи, череши и мн. др.
Има също така и няколко големи язовира, които са богати на рибни видове.
Селото е известно със значително производство на тютюн, което е осигурявало работа на много голяма част от населението. За жалост в наши дни селото е населено предимно с пенсионери, които не могат да обработват сами тютюна и са назначили турци и роми за тази нископлатена работа. Така едно село, населявано само и единствено от българи допреди 2000 г. сега през 2007 е вече населявано и от цигани.
Характерно е и животновъдството. Отглеждат се множество овце, кози, магарета, коне, кокошки и т.н.

## История
Селото не е известно с исторически събития. Населява се предимно от българи, които след Съединението на България с Източна Румелия идват от Турция и заселват най-близкото населено място в Обединена България. Голяма част от населението по онова време търгува с Азия и така много търговци също се преселват в селото за да са по-близо до своите потенциално търговски партньори.
В близост до селото се намират исторически паметници като множество скални манастири и Балдуиновата кула, която се намира в съседното село Маточина. До 1934 година името на селото е Хас кьой.

## Културни и природни забележителности
Селото е богато на растителни и животински видове. Забелязват се може ми всички растителни и животински видове за района. За културните забележителности са характерни множеството бункери и окупационни мрежи, които обграждат голяма част от гората намираща се близо до селото. Друга забележителност са намиращите се в околността закопани дула на танкове, които може би биха представлявали интерес за историците, защото са доста стари и се смята, че са дула на немски танкове Панцер.
Като цяло всичко това е точно там, защото селото е в непосредствена близост до границата ни с Турция. На времето там се е намирала част от защитната линия, която е с голяма дължина и опасва почти цялата ни граница с Турция.
Като цяло представлява голям интерес да бъдат проследени дългите над 3 км. окопи и да бъдат видени множеството бункери както и танковете, които са символ на предишната мощ на България.

## Редовни събития
В селото ежегодно се организира събиране. Организатор на събитието е Златко Димитров – крупен земеделец израснал в с. Сладун.

## Други
След опожаряване на местното училище и неговото събаряне сега се говори за издигане на старчески дом за чужди и наши граждани, но предимно за англичани. Идеята е на чужденци, които са си закупили къщи в селото. Благодарение на това че в радиус на 300 км от селото няма никакви замърсители и въздухът в този район е чист се изгражда една много благоприятна обстановка за почивка и отдих.